# Битка код Халкиде
Битка код Халкиде одвијала се 429. п. н. е. између Атине и Халкиде са савезницима.
Атињани под Ксенофоновим вођством су кренули у Тракију да нападну Халкиду, током почетка Пелопонеског рата. Уништили су усеве ван Спартула и почели су преговоре са проатинским фракцијама у Халкиди. Противатинске фракције су тражиле помоћ Олинта.
Заједничка армија Халкиде, Спартуле и Олинта бори се против Атињана. Хоплити су поражени и враћају се у Спартулу. Коњаници с друге стране побеђују Атињане. Кад им је стигло појачање, започињу други напад на Атињане. Атињани беже у паници. Губе генерале и преко 430 људи.